# Open di Francia 1978
L'Open di Francia 1978 è stata la 77ª edizione degli Open di Francia di tennis, si è svolto sui campi in terra rossa dello Stade Roland Garros di Parigi, Francia, dal 29 maggio all'11 giugno 1978.
Il singolare maschile è stato vinto dallo svedese Björn Borg, che si è imposto sull'argentino Guillermo Vilas in tre set col punteggio di 6–1, 6–1, 6–3.
Il singolare femminile è stato vinto dalla rumena Virginia Ruzici, che ha battuto in la jugoslava Mima Jaušovec.
Nel doppio maschile si sono imposti Gene Mayer e Hank Pfister.
Nel doppio femminile hanno trionfato Mima Jaušovec e Virginia Ruzici. 
Nel doppio misto la vittoria è andata a Renáta Tomanová in coppia con Pavel Složil.

## Seniors

### Singolare maschile
Björn Borg ha battuto in finale  Guillermo Vilas con il punteggio di 6–1, 6–1, 6–3.

### Singolare femminile
Virginia Ruzici ha battuto in finale  Mima Jaušovec con il punteggio di 6–2, 6–2.

### Doppio maschile
Gene Mayer /  Hank Pfister hanno battuto in finale  José Higueras /  Manuel Orantes con il punteggio di 6–3, 6–2, 6–2.

### Doppio Femminile
Mima Jaušovec /  Virginia Ruzici hanno battuto in finale  Lesley Turner Bowrey /  Gail Sherriff Chanfreau con il punteggio di 5–7, 6–4, 8–6.

### Doppio Misto
Renáta Tomanová /  Pavel Složil hanno battuto in finale  Virginia Ruzici /  Patrice Dominguez che si sono ritirate sul punteggio di 7–6.